# Ofelia Rodríguez Acosta
Ofelia de la Concepción Rodríguez Acosta García (Artemisa, 9 de febrero de 1902-La Habana, 28 de junio de 1975) fue una escritora, periodista, feminista y activista cubana que incursionó en el cuento, ensayo y novela de tendencia feminista y confesional, aunque también abordó el lesbianismo como por ejemplo en la novela La vida manda de 1929. Es considerada como una de las más importantes reformistas sociales de Cuba.

## Vida personal y trayectoria
Escribió a la corta edad de doce años su novela Evocaciones que sería publicada en 1922.
Fue una de las más prolíficas escritoras de las décadas de 1920 y 1930 que, junto con Mariblanca Sabas Alomá, se transformó en una de las escritoras que mayor influencia tuvo en atraer la atención hacia causa feminista de la primera mitad del siglo XX en Cuba. Ambas tuvieron una activa vida política durante dicho período, y mientras Sabas Alomá lo hacía a través de la tribuna de la revista Carteles, Ofelia escribía en Bohemia donde también ocupaba el cargo de editora.
Además, desde 1935, realizó diversas investigaciones en el Archivo General de Indias acerca de la figura Francisco Pizarro.
Perteneció al grupo de mujeres e intelectuales que fundaron el Club Femenino de Cuba y la Unión Nacional de Mujeres, entre las que se encontraban Lesbia Soravilla, Serafina Nunez, Berta Arocena, Julieta Carreta y Tete Casuso.
Por otro lado, y al igual que Lesbia Soravilla, perteneció al grupo de las primeras exponentes del denominado «cuento caribeño» que participaron en agrupaciones que buscaban la defensa de los derechos de las mujeres en sus respectivos países.
Era lesbiana.

### Obras
- Apuntes de mi viaje a Isla de Pinos (La Habana: Montiel, 1926).
- La tragedia social de la mujer (conferencia, La Habana: Editorial Génesis, 1932).
- En la noche del mundo (La Habana, La verónica, 1940).
- Diez mandamientos cívicos (cinco éticos y cinco estéticos) (La Habana. Imp Barandiaran, 1951).
- Hágase la luz. La novela de un filósofo existencialista (México, D.F. Eds. Impresora Galves, 1953).
- La muerte pura de Martí (México, D.F.: Eds. Imp. de F.F. Francia, 1955).
- Algunos cuentos (de ayer y de hoy) (México: B. Costa-Amic, 1957).

Crónicas
- Evocaciones (La Habana: Grafical Arts, 1922).
- Europa era así (México, D. F.: Eds. Botas, 1941).

Novela
- El triunfo de la débil presa (La Habana: Bonza, 1926).
- La vida manda (Madrid: Biblioteca Rubén Darío, 1929; 1930).
- Dolientes (La Habana: Herneo, 1931.)
- Sonata interrumpida (México D.F.: Eds. Minerva, 1943).
- La dama del Arcón (México D.F.: Eds. Estela, 1949).